# Haruo Nakajima
Haruo Nakajima (中島 春雄; Yamagata, 1 de janeiro de 1929 – 7 de agosto de 2017) foi um ator japonês, mais conhecido por interpretar o papel principal na série de filmes Godzilla.